# Volkslied van Oezbekistan
Het Volkslied van Oezbekistan (Oezbeeks: O'zbekiston Respublikasining Davlat Mahiyasi, voluit: Nationaal Volkslied van de republiek van Oezbekistan) werd in 1991 geschreven door Moetal Boerohnov (melodie) en Abdoellah Oripov (tekst).

## Tekst en vertaling
| Oezbeeks Latijnse alfabet | Oezbeeks Cyrillisch alfabet | Nederlandse vertaling |
| --- | --- | --- |
| Serquyosh, hur o‘lkam, elga baxt, najot, Sen o‘zing do‘stlarga yo‘ldosh, mehribon! Yashnagay to abad ilmu fan, ijod, Shuhrating porlasin toki bor jahon! Oltin bu vodiylar - jon O‘zbekiston, Ajdodlar mardona ruhi senga yor! Ulug‘ xalq qudrati jo‘sh urgan zamon, Olamni mahliyo aylagan diyor! Bag‘ri keng o‘zbekning o‘chmas iymoni, Erkin, yosh avlodlar senga zo‘r qanot! Istiqlol mash’ali, tinchlik posboni, Xaqsevar, ona yurt, mangu bo‘l obod! Oltin bu vodiylar - jon O‘zbekiston, Ajdodlar mardona ruhi senga yor! Ulug‘ xalq qudrati jo‘sh urgan zamon, Olamni mahliyo aylagan diyor! | Серқуёш ҳур ўлкам, элга бахт, нажот, Сен ўзинг дўстларга йўлдош, меҳрибон! Яшнагай то абад илму фан, ижод, Шуҳратинг порласин токи бор жаҳон! Олтин бу водийлар — жон Ўзбекистон, Аждодлар мардона руҳи сенга ёр! Улуғ халқ қудрати жўш урган замон, Оламни маҳлиё айлаган диёр! Бағри кенг ўзбекнинг ўчмас иймони, Эркин, ёш авлодлар сенга зўр қанот! Истиқлол машъали, тинчлик посбони, Ҳақсевар, она юрт, мангу бўл обод! Олтин бу водийлар — жон Ўзбекистон, Аждодлар мардона руҳи сенга ёр! Улуғ халқ қудрати жўш урган замон, Оламни маҳлиё айлаган диёр! | Mijn zonnige vrije land, blijdschap en redding voor je mensen, Je bent een warme compaan voor je vrienden! Voor eeuwig bloeiend met lering en creativiteit, Dan je glorie zo lang mag schijnen als de wereld bestaat! De gouden valleien beste Oezbekistan, De moedige geest van je voorouders is met je! Wanneer je overweldigende kracht woedde, (Jij hebt) de wereld verleid! Het geloof in een open Oezbekistan zal nooit uitsterven, De jonge, vrije generatie is een sterke vleugel voor jou! Baken van vrijheid, leiderschap en vrede, Geliefde van eerlijkheid, moederland, voor eeuwig bloeiend! De gouden valleien beste Oezbekistan, De moedige geest van je voorouders is met je! Wanneer je overweldigende kracht woedde, (Jij hebt) de wereld verleid! |

Onafhankelijke staten: Afghanistan · Armenië · Azerbeidzjan · Bahrein · Bangladesh · Bhutan · Brunei · Cambodja · China · Cyprus · Filipijnen · Georgië · India · Indonesië · Irak · Iran · Israël · Japan · Jemen · Jordanië · Kazachstan · Kirgizië · Koeweit · Laos · Libanon · Maldiven · Maleisië · Mongolië · Myanmar · Nepal · Noord-Korea · Oezbekistan · Oman · Oost-Timor · Pakistan · Qatar · Rusland · Saoedi-Arabië · Singapore · Sri Lanka · Syrië · Tadzjikistan · Thailand · Turkije · Turkmenistan · Verenigde Arabische Emiraten · Vietnam · Zuid-Korea
Niet algemeen erkende landen: Abchazië · Nagorno-Karabach · Palestina · Taiwan · Turkse Republiek Noord-Cyprus · Zuid-Ossetië